# Cibiana di Cadore
Cibiana di Cadore é uma comuna italiana da região do Vêneto, província de Belluno, com cerca de 483 habitantes. Estende-se por uma área de 21 km², tendo uma densidade populacional de 23 hab/km². Faz fronteira com Forno di Zoldo, Ospitale di Cadore, Valle di Cadore, Vodo Cadore Perarolo di Cadore.

## Demografia
| Variação demográfica do município entre 1861 e 2011                               |
|                                                                                   |
| Fonte: Istituto Nazionale di Statistica (ISTAT) - Elaboração gráfica da Wikipedia |